# ألكسندر ترخانوف
ألكسندر فيودوروفيتش طرخانوف (بالروسية: Александр Фёдорович Тарханов؛ مواليد 6 سبتمبر 1954) هو مدرب كرة قدم روسي ولاعب سوفيتي سابق. وهو مدرب أورال-2 يكاترينبورغ [الإنجليزية]
.

## المسيرة الدولية
شارك ترخانوف لأول مرة مع الاتحاد السوفييتي في 28 نوفمبر 1976 في مباراة ودية ضد الأرجنتين . شارك في تصفيات كأس العالم لكرة القدم 1982، لكن لم يتم اختياره ضمن تشكيلة البطولة النهائية. كما شارك في إحدى مباريات التصفيات المؤهلة لبطولة أمم أوروبا 1984 (ولم يتأهل الاتحاد السوفييتي إلى البطولة النهائية).

## المسيرة التدريبية
في 11 أبريل 2019، وقع مع نادي بيونيك الأرمني .
في 30 أكتوبر 2019، أصبح ترخانوف نائبًا لرئيس التطوير مع تعيين المدير المساعد سورين تشاخاليان مدربًا رئيسيًا بالإنابة.

## الحياة الشخصية
ابنه يوري ترخانوف هو مدرب كرة قدم محترف ولاعب سابق.

## وصلات خارجية
لا توجد روابط لمواقع التواصل الاجتماعي.

- Aleksandr Tarkhanov على موقع قاعدة بيانات كرة القدم.إي يو (الإنجليزية)
- Aleksandr Tarkhanov على موقع ناشيونال فوتبول تيمز (الإنجليزية)
- Profile (بالروسية)